# La Agraria
La Agraria es un paraje rural del norte de la provincia de Buenos Aires situado en el partido de Junín, Argentina.
Se ubica sobre la Ruta Nacional 7 a 15 km de la ciudad de Junín.
Cuenta con un Jardín de Infantes, la Escuela Nº 35, la Cooperativa Eléctrica y el Club Comandante Escribano.

## Población
Cuenta con 40 habitantes (Indec, 2010).